# Place Paul-Riché
La place Paul-Riché est une voie de Toulouse, chef-lieu de la région Occitanie, dans le Midi de la France.

## Situation et accès

### Description
La place Paul-Riché est une voie publique. Elle se situe au cœur du quartier de Lalande.
La chaussée compte une seule voie de circulation automobile. Elle appartient à une zone 30 et la vitesse y est limitée à 30 km/h. Il n'existe pas d'aménagement cyclable.

### Voies rencontrées
La place Paul-Riché rencontre les voies suivantes, dans l'ordre des numéros croissants :
1. Avenue de Fronton

### Transports
La place Paul-Riché abrite un arrêt des lignes de bus 296069.
Il existe également une station de vélos en libre-service VélôToulouse, la station no 259 (place Paul-Riché).

## Odonymie
En 1965, le conseil municipal a attribué à la place le nom de Paul Riché (1899-1964). Originaire du quartier, il fut directeur du service municipal de la voirie, mais aussi conseiller municipal et adjoint au maire entre 1959 et 1960.

## Patrimoine et lieux d'intérêt

### Groupe scolaire de Lalande
La première école du quartier de Lalande est ouverte dans en 1867 dans une maison du chemin des Vieilles-Écoles (emplacement de l'actuel no 27). En 1895, les habitants du quartier demandent la construction d'un nouveau groupe scolaire. Le projet de l'architecte de la ville Eugène Curvale en est adopté en 1897 – il est d'ailleurs l'auteur des plans des écoles maternelle et élémentaire du Pont-des-Demoiselles (actuel no 63 bis avenue Antoine-de-Saint-Exupéry), de l'école maternelle de Bonnefoy (actuels no 6-8 rue du Faubourg-Bonnefoy) et des écoles maternelle et élémentaire de Lardenne (actuel no 2 place Jacques-Sauvegrain). L'inauguration de l'école de Lalande a lieu en 1900. En 1963, elle est cependant transférée dans des bâtiments neufs (actuel no 239 avenue de Fronton), tandis que l'ancienne école est dévolue aux services de la mairie de quartier.
Le groupe scolaire se compose de plusieurs corps de bâtiment qui s'élèvent à l'ouest de la place Paul-Riché. La façade, qui se développe sur dix travées et deux niveaux, est symétrique. Elle est entièrement couverte de bossages polychromes, alternant les couleurs de la brique et de l'enduit. Les portes et les fenêtres du rez-de-chaussée sont larges et segmentaires. Les fenêtres de l'étage sont plus étroites et rectangulaires. Leur allège est ornée d'un cabochon de céramique. L'élévation est couronnée par une corniche qui, entre les deux travées centrales, fait un décrochement qui accueille une horloge mise en valeur par un cadre de pierre sculpté. Au-dessous se trouve une table en brique où est inscrit le nom de l'école.

### Œuvres publiques
- fontaine.